# Roger Nsengiyumva
Pour les articles homonymes, voir Nsengiyumva.
 (décembre 2023).
Si vous disposez d'ouvrages ou d'articles de référence ou si vous connaissez des sites web de qualité traitant du thème abordé ici, merci de compléter l'article en donnant les références utiles à sa vérifiabilité et en les liant à la section « Notes et références ».
 (décembre 2023).
 (décembre 2023).
La mise en forme du texte ne suit pas les recommandations de Wikipédia : il faut le « wikifier ».
Les points d'amélioration suivants sont les cas les plus fréquents :
- Les titres sont pré-formatés par le logiciel. Ils ne sont ni en capitales, ni en gras.
- Le texte ne doit pas être écrit en capitales (les noms de famille non plus), ni en gras, ni en italique, ni en « petit »…
- Le gras n'est utilisé que pour surligner le titre de l'article dans l'introduction, une seule fois.
- L'italique est rarement utilisé : mots en langue étrangère, titres d'œuvres, noms de bateaux, etc.
- Les citations ne sont pas en italique mais en corps de texte normal. Elles sont entourées par des guillemets français : « et ».
- Les listes à puces sont à éviter, des paragraphes rédigés étant largement préférés. Les tableaux sont à réserver à la présentation de données structurées (résultats, etc.).
- Les appels de note de bas de page (petits chiffres en exposant, introduits par l'outil «  Source ») sont à placer entre la fin de phrase et le point final[comme ça].
- Les liens internes (vers d'autres articles de Wikipédia) sont à choisir avec parcimonie. Créez des liens vers des articles approfondissant le sujet. Les termes génériques sans rapport avec le sujet sont à éviter, ainsi que les répétitions de liens vers un même terme.
- Les liens externes sont à placer uniquement dans une section « Liens externes », à la fin de l'article. Ces liens sont à choisir avec parcimonie suivant les règles définies. Si un lien sert de source à l'article, son insertion dans le texte est à faire par les notes de bas de page.
- La présentation des références doit suivre les conventions bibliographiques. Il est recommandé d'utiliser les modèles {{Ouvrage}}, {{Chapitre}}, {{Article}}, {{Lien web}} et/ou {{Bibliographie}}. Le mode d'édition visuel peut mettre en forme automatiquement les références.
- Insérer une infobox (cadre d'informations à droite) n'est pas obligatoire pour parachever la mise en page.

Pour une aide détaillée, merci de consulter Aide:Wikification.
Si vous pensez que ces points ont été résolus, vous pouvez retirer ce bandeau et améliorer la mise en forme d'un autre article.
 (décembre 2023).
Roger Jean Nsengiyumva est un acteur rwandais, surtout connu pour ses apparitions dans les films Africa United, Sixteen, dans les séries télévisées Informer et You Don't Know Me,.

## Biographie
Nsengiyumva a grandi dans le Norfolk au Royaume-Uni après avoir fui le génocide de 1994 contre les Tutsi au Rwanda. Nsengiyumva est né à Kigali et a perdu son père lors du génocide contre les Tutsi en 1994.

## Filmographie
- 2010: Africa United: Fabrice[3]
- 2013: Sixteen :Jumah[4]
- 2017: Wale:Rondo
- 2018: Tomb Raider:Rog

### télévision
| Année | Titre                    | Rôle           | Chaîne    | Notes                                   |
| ----- | ------------------------ | -------------- | --------- | --------------------------------------- |
| 2011  | Postcode                 | Jamal          | CBBC      |                                         |
| 2011  | Apemen: Battle for Earth | Baako          | BBC One   |                                         |
| 2014  | Chasing Shadows          | Cole Eli       | ITV       | Off Radar: Part One Off Radar: Part Two |
| 2017  | Armchair Detectives      | DC Slater      | BBC One   |                                         |
| 2018  | Informer                 | Dadir Hassan   | BBC One   |                                         |
| 2021  | You Don’t Know Me        | Jamil (aka JC) | BBC       | 4 episodes                              |
| 2024  | Bandits, bandits         | Widgit         | Apple TV+ | Rôle principal                          |